# Napoli (альбом)
«Napoli» — пятьдесят второй студийный альбом итальянской певицы Мины, выпущенный в 1996 году на лейбле PDU.
На альбоме представлены знаменитые неаполитанские песни в интерпретации Мины. Альбом занял четвёртое место в итальянском альбомном чарте, а также 29-е в общеевропейском.
В том же году альбом был переиздан в подарочном издании Natale 1996, куда был включён также альбом Cremona.

## Список композиций
| №                   | Название                  | Автор(ы)                                         | Длительность |
| ------------------- | ------------------------- | ------------------------------------------------ | ------------ |
| 1.                  | «Aggio perduto 'o suonno» | Джино Реди, Альвизи Натили                       | 5:27         |
| 2.                  | «Amaro è 'o bene»         | Сальваторе Паломба, Серджо Бруни                 | 3:12         |
| 3.                  | «Quanno chiove»           | Пино Даниеле                                     | 3:33         |
| 4.                  | «Passione»                | Либеро Бовьо, Эрнесто Тальяферри, Никола Валенте | 3:28         |
| 5.                  | «Je sto vicino a te»      | Пино Даниеле                                     | 5:58         |
| 6.                  | «Nun è peccato»           | Уго Кализе, Карло Альберто Росси                 | 4:55         |
| 7.                  | «Voce 'e notte»           | Эдоардо Николади, Эрнесто де Куртис              | 6:17         |
| 8.                  | «Maruzzella»              | Энцо Бонагура, Ренато Карозоне                   | 3:29         |
| 9.                  | «Core 'ngrato»            | Алессандро Сиска, Сальваторе Кардилло            | 2:17         |
| 10.                 | «Indifferentemente»       | Умберто Мартукки, Сальваторе Маццокко            | 4:38         |
| Общая длительность: | Общая длительность:       | Общая длительность:                              | 43:16        |

## Чарты
| Чарт (1996)              | Высшая позиция |
| ------------------------ | -------------- |
| Европа (Music & Media)   | 29             |
| Италия (Musica e dischi) | 4              |

| Чарт (1996)              | Позиция |
| ------------------------ | ------- |
| Италия (Musica e dischi) | 40      |

| Чарт (1996)              | Высшая позиция |
| ------------------------ | -------------- |
| Европа (Music & Media)   | 29             |
| Италия (Musica e dischi) | 4              |

| Чарт (1996)              | Позиция |
| ------------------------ | ------- |
| Италия (Musica e dischi) | 40      |